# Никишин, Олег Геннадьевич
Никишин Олег Геннадьевич (род. 1965, Казань) — российский фотограф, основатель фотоагентства «Эпсилон», многократный лауреат премий: российской «ПрессФотоРоссии» и американской «Picture Of the Year» NPPA/National Press Photographers Association.

## Биография
Никишин Олег родился в 1965 году в городе Казани. С 1985 года начал профессионально заниматься фотографией. Несколько лет работал в драматическом театре имени Качалова, снимал актёров, спектакли. С 1987 года работал в газете «Вечерняя Казань». С 1990 года сотрудничает с агентством Франс Пресс и Sygma и переезжает жить в Москву. С 1994 года работает штатным фотографом агентства ЕРА/AFP. В 1996 году некоторое время работал в газете «Известия» и в этом же году перешёл в агентство Associated Press, где проработал до 1999 года. В 1999 году работал как фрилансер и, в основном, сотрудничал с журналами TIME и LIFE. За эти годы Олег успел поработать в Азербайджане, Грузии, Нагорном Карабахе, Приднестровье, Абхазии, Осетии, Югославии, Таджикистане, Узбекистане, Чечне. После войны в Югославии уезжает в Нью-Йорк. Зимой 1999 года ему было предложено вернуться в Москву для работы штатным фотографом в только что образованном агентстве Getty Images. Будучи фотографом, Getty получил международное признание за освещение войны в Афганистане в 2001 году и повседневной жизни в Ираке в 2002—2003 годах. В 2005 году организовал частное Российское фотоагентство «Прессфотос», позднее переименованное в «Эпсилон».

## Награды на конкурсах
- 1996 год — Первое место в категории новости история, ИнтерФото
- 1998 год — Третье место в категории культура, ПрессФотоРоссии (в рамках фестиваля ИнтерФото)
- 2001 год — Первое место в категории Magazine News, NPPA
- 2001 год — Второе место в категории Magazine News Story (Picture Of the Year)]
- 2002 год — Первое место в категории новости, ПрессФотоРоссии
- 2003 год — Третье место в категории Magazine Feature, NPPA
- 2003 год — Поощрительная премия в категории Magazine Feature Picture Story, NPPA

## Публикации
JQ, Русский Репортер, Glamour, Русский Newsweek, Pro Sport, Total Football, Time, Marie Clare, New York Time, Sunday Times, International Herald Tribune, Life, Los Angeles Times, Daily Telegraph, The New York Times, The Washington Post, The Boston Globe, NRC Handelsblad, Focus, Stern, Paris Match, Известия, Итоги, Огонек, Досуг, Le Monde, Le Figaro.

## Выставки
Участник выставки «Среда обитания — взрослые. Детство в России» (UNICEF/Фонд «Объективная реальность», Москва, С-Петербург, 2001).